# لاکتوباسیلوس

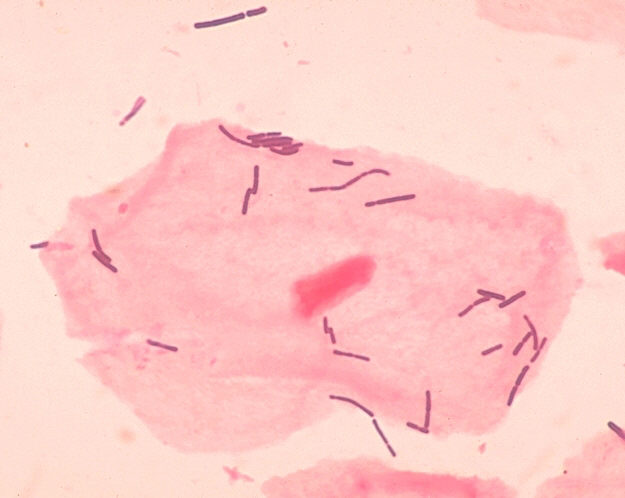
لاکتوباسیلوس در نزدیکی یک سلول اپیتلیال سنگفرشی.

لاکتوباسیلوس‌ها باسیل‌های گرم-مثبت منظم و بلند هستند به‌طوری که طول آن‌ها به ۱۰ میکرون می‌رسد. باکتری‌های این جنس بدون هاگ عمدتاً غیر متحرک اما پرنیاز هستند. پلی مرفیک، بی هوازی و اختیاری هستند. بعضی از گونه‌ها بی هوازی اجباری‌اند و دارای متابولیسم تخمیری که از طریق تخمیر قندها تولید انرژی  می‌کنند که حداقل نیمی از فراورده‌های آن اسید لاکتیک است. در ماست پروبیوتیک این باکتری به کار رفته. که به آن لاکتوباسیل می گویند. 

## محل رشد
بهترین PH برای رشد لاکتوباسیلوس ۵ تا ۶٫۵ است همچنین تراکم ۵ درصد کربن دی اکسید تأثیر بسزایی بر رشد آن‌ها دارد.
لاکتوباسیلوس‌ها در شرایط بی هوازی با حداقل اکسیژن رشد دارند برای مثال در بزاق دهان، واژن، آب سبزیجات، لبنیات وجود دارند و در محیط تیوگلیکولات از کوکسی به باسیل تغییر می‌کنند. گونه تیپ لاکتو باسیلوس دلبروکی که در جاهای مختلفی، از جمله دستگاه تناسلی پستانداران تا روی سطح فراورده‌های گیاهی وجود دارند نمونه بارزی از شرایط رشد مناسب برای لاکتوباسیلیوس هستند.

## بیماری زایی
لاکتوباسیلوس‌ها به ندرت بیماری زا هستند اما در صورت بیماری زایی عفونت‌های نوزادان و پوسیدگی دندان را به وجود می‌آورند.
همچنین عمدتاً در زنان در وضعیت کمبود لاکتوباسیل عفونت‌های متعددی مانند واژینوز باکتریال و واژینیت‌ها بروز می‌کنند. کمبود آن‌ها منجر به افزایش احتمال بروز بیماری‌هایی می‌شوند که اصلی‌ترین آن‌ها عبارتند از بیماری‌های منتقله از طریق جنسی مانند گنوره آ، کلامیدیا، سیفلیس، تریکومونیازیس، HIV و ویروس پاپیلومای انسانی (HPV) که منجر به کانسر سرویکس می‌شود.

## استفاده‌ها
لاکتوباسیلوس‌ها باکتری‌های تخمیرکننده هستند و بیشتر محصولات آن‌ها اسید لاکتیک است و همچنین دارای خاصیت پروبیوتیکی هستند بنابراین، لاکتوباسیلوس کازئی یکی از باکتری‌های پروبیوتیکی است که پتانسیل کاربردی ویژه‌ای در تولید فراورده‌های شیری پروبیوتیکی مانند ماست دارد.
لاکتوباسیلوس‌ها اکثراً به عنوان عامل درمان عفونت استفاده می‌شود مثلاً در درمان اسهال ماست مصرف می‌کنند ماست پر از اسید لاکتیک است و باکتری‌های بیماری زا را از بین می‌برد.
لاکتوباسیل‌ها شناخته شده‌ترین فلور طبیعی واژن هستند و توانایی آن‌ها در تولید PH و حفظ محیط اسیدی است.
مصرف این باکتری در ترکیبات دارویی توازن طبیعی باکتری و قارچ را در دستگاه گوارش تنظیم می‌کند.

## آزمایش‌ها و کشت آزمایشگاهی
کشت لاکتوباسیلوس در نوترینت آگار معمولی ضعیف است اما اگر به محیط گلوکز و عصاره مخمر یا خون اضافه شود رشد آن‌ها بهتر صورت می‌گیرد. اپتیمم دمایی آن‌ها ۳۰ تا ۴۰ درجه هست و نوع ترموفیل آن‌ها از دمای ۵۲ درجه به بالا رشد دارند همچنین به ونکومایسین مقاوم هستند.
لاکتوباسیل‌ها به فراوانی در ماست وجود دارند درصورتیکه که از ماست گسترش تهیه شود و به آرامی توسط حرارت فیکس شود و به روش آلبرت رنگ آمیزی شود درداخل لاکتوباسیل‌ها دانه‌های متاکروماتیک زیادی دیده می‌شود. دراین صورت لاکتوباسیل‌ها به رنگ سبز و دانه‌های متاکروماتیک به رنگ آبی تا قهوه‌ای سوخته مشاهده می‌شود.
نتیجهٔ تست‌های کاتالاز و اکسیداز لاکتوباسیلوس‌ها نیز منفی می‌باشد.

## عمده ترین گونه‌ها
این لاکتوباسیلوس‌ها  که به صورت فلور طبیعی درانسان دیده می‌شود عبارتند از:
لاکتو باسیلوس بیفیدوس: درپلاک دندانی و بزاق افراد بزرگسال و در مدفوع نوزادانی که از شیر مادر تغذیه می‌کنند وجود دارد.
لاکتوباسیلوس اسیدوفیلوس

## لاکتوباسیلوس‌ها در بدن آدم
واژن دارای اکوسیستم دینامیک و فعال است. عمدتاً گونه‌های لاکتوباسیل در آن غالب هستند و تأثیر قابل توجهی بر میکروبیولوژی آن اعمال می‌کنند. لاکتوباسیل‌ها شناخته شده‌ترین فلور طبیعی واژن هستند و توانایی آن‌ها در تولید PH و حفظ محیط اسیدی است.(عمدتاً به علت خاصیت اسیدی آنزیم پر اکسید هیدروژن). گونه‌های متنوع و گسترده‌ای از لاکتوباسیل‌ها وجود دارند و عمدتاً در جایی که لاکتوباسیل غالب و برتر باشد باکتری‌ها، انگل‌ها مانند تریکومونیازیس و واژینوز باکتریال فراوان نیستند. از طرف دیگر در وضعیت کمبود لاکتوباسیل عفونت‌های متعددی مانند واژینوز باکتریال و واژینیت‌ها بروز می‌کنند. افزایش بیماری‌هایی دیده می‌شوند که اصلی‌ترین آن‌ها عبارتند از بیماری‌های منتقله از طریق جنسی مانند گنوره آ، کلامیدیا، سیفلیس، تریکومونیازیس، HIV و ویروس پاپیلومای انسانی (PHV) که منجر به کانسر سرویکس می‌شود. در واقع گونه‌های غالب لاکتوباسیل رشد باکتری‌های پاتوژن دیگر را در واژن مهار می‌کنند و مکانیسم‌های آن عبارتند از: تولید ۱- اسید لاکتیک ۲- پراکسید هیدروژن ۳- موارد ضد میکروبی مانند لاکتوسین و باسیتراسین. اسید لاکتیک تولید شده، PH واژن را در محدوده ۵/۴ یا کمتر از آن حفظ می‌کند و به عنوان عملکرد اصلی لاکتوباسیل مقابل عفونت‌های واژینال در نظر گرفته می‌شود. علاوه بر اسید لاکتیک، پر اکسید هیدروژن نیز رشد پاتوژن واژینال را مهار می‌کنند. باسیتراسین و لاکتوسین نیز پروتئین‌هایی هستند که دارای فعالیت باکتریسیدال (باکتری کش) هستند و در مقابل پاتوژن فعال هستند.

## گونه‌ها (به انگلیسی)
| - L. acetotolerans - L. acidifarinae - L. acidipiscis - L. acidophilus - L. agilis - L. algidus - L. alimentarius - L. amylolyticus - L. amylophilus - L. amylotrophicus - L. amylovorus - L. animalis - L. antri - L. apodemi - L. aviarius - L. bifermentans - L. brevis - L. buchneri - L. camelliae - L. casei - L. catenaformis - L. ceti - L. coleohominis - L. collinoides - L. composti - L. concavus - L. coryniformis - L. crispatus - L. crustorum - L. curvatus - L. delbrueckii - L. delbrueckii subsp. bulgaricus - L. delbrueckii subsp. lactis - L. diolivorans - L. equi - L. equigenerosi - L. farraginis - L. farciminis - L. fermentum - L. fornicalis - L. fructivorans - L. frumenti - L. fuchuensis - L. gallinarum | - L. gasseri - L. gastricus - L. ghanensis - L. graminis - L. hammesii - L. hamsteri - L. harbinensis - L. hayakitensis - L. helveticus - L. hilgardii - L. homohiochii - L. iners - L. ingluviei - L. intestinalis - L. jensenii - L. johnsonii - L. kalixensis - L. kefiranofaciens - L. kefiri - L. kimchii - L. kitasatonis - L. kunkeei - L. leichmannii - L. lindneri - L. malefermentans - L. mali - L. manihotivorans - L. mindensis - L. mucosae - L. murinus - L. nagelii - L. namurensis - L. nantensis - L. oligofermentans - L. oris - L. panis - L. pantheris - L. parabrevis - L. parabuchneri - L. paracollinoides - L. parafarraginis - L. parakefiri - L. paralimentarius - L. paraplantarum - L. pentosus | - L. perolens - L. plantarum - L. pontis - L. psittaci - L. rennini - L. reuteri - L. rhamnosus - L. rimae - L. rogosae - L. rossiae - L. ruminis - L. saerimneri - L. sakei - L. salivarius - L. sanfranciscensis - L. satsumensis - L. secaliphilus - L. sharpeae - L. siliginis - L. spicheri - L. suebicus - L. thailandensis - L. ultunensis - L. vaccinostercus - L. vaginalis - L. versmoldensis - L. vini - L. vitulinus - L. zeae - L. zymae |